# Route de Seitajärvi
La route de Seitajärvi (finnois : Seitajärventie) ou yhdystie 19905, est une route historique longue de 13,6 km menant de Värriö à Seitajärvi dans la municipalité de Savukoski en Finlande.

## Présentation
La route part de la seututie 967, au village de Värriö entre Sodankylä et Savukoski et elle mène au village de Seitajärvi.